# Naraling
Naraling is een plaats in de regio Mid West in West-Australië. 

## Geschiedenis
Luitenant George  Grey verkende de streek in 1829. Van 1850 tot 1905 bestond het Upper Chapman District uit vijf grote pastorale leases. In 1904 werd een van die leases, Mount Erin, opgedeeld in kleinere kavels. Tegen 1909 waren alle kavels verkocht. De groeiende bevolking had nood aan transportmogelijkheden en op 8 oktober 1910 opende de spoorweg tussen Wokarina en Naraling.
Naraling werd in 1912 officieel gesticht. Het dorp werd vernoemd naar een waterbron van de Aborigines waarvan in 1859 door een landmeter voor het eerst melding was gemaakt. Het werd soms ook Narralling, Naralling, Narraling, Naralying of Gnaralying gespeld. In mei 1912 werd de spoorweg geopend die vanuit Naraling verderdoor naar Yuna was aangelegd. De bevolking groeide door de aanwezigheid van de spoorweg en Naraling kreeg een school, een smidse, winkels, een gemeenschapszaal en enkele sportfaciliteiten. CBH had er een graansilo om graan in bulk te verzamelen en vervoeren.
In 1913 werd Naraling door een zware cycloon getroffen. Op 27 november 1926 opende een kerk. De kerk is niet meer in gebruik.
De spoorweg die door Naraling liep werd in 29 april 1957 uit dienst genomen.

## Beschrijving
Naraling maakt deel uit van het lokale bestuursgebied (LGA) Shire of Chapman Valley, een landbouwdistrict waarvan Nabawa de hoofdplaats is.
In 2021 telde Naraling 13 inwoners, tegenover 272 in 2006.

## Ligging
Naraling ligt langs de Chapman, 466 kilometer ten noordnoordwesten van de West-Australische hoofdstad Perth, 55 kilometer ten noordoosten van Geraldton en 16 kilometer ten noordnoordoosten van Nabawa.